# 烏瑟維斯山
46°29′38″N 9°31′11″E / 46.49394°N 9.51986°E

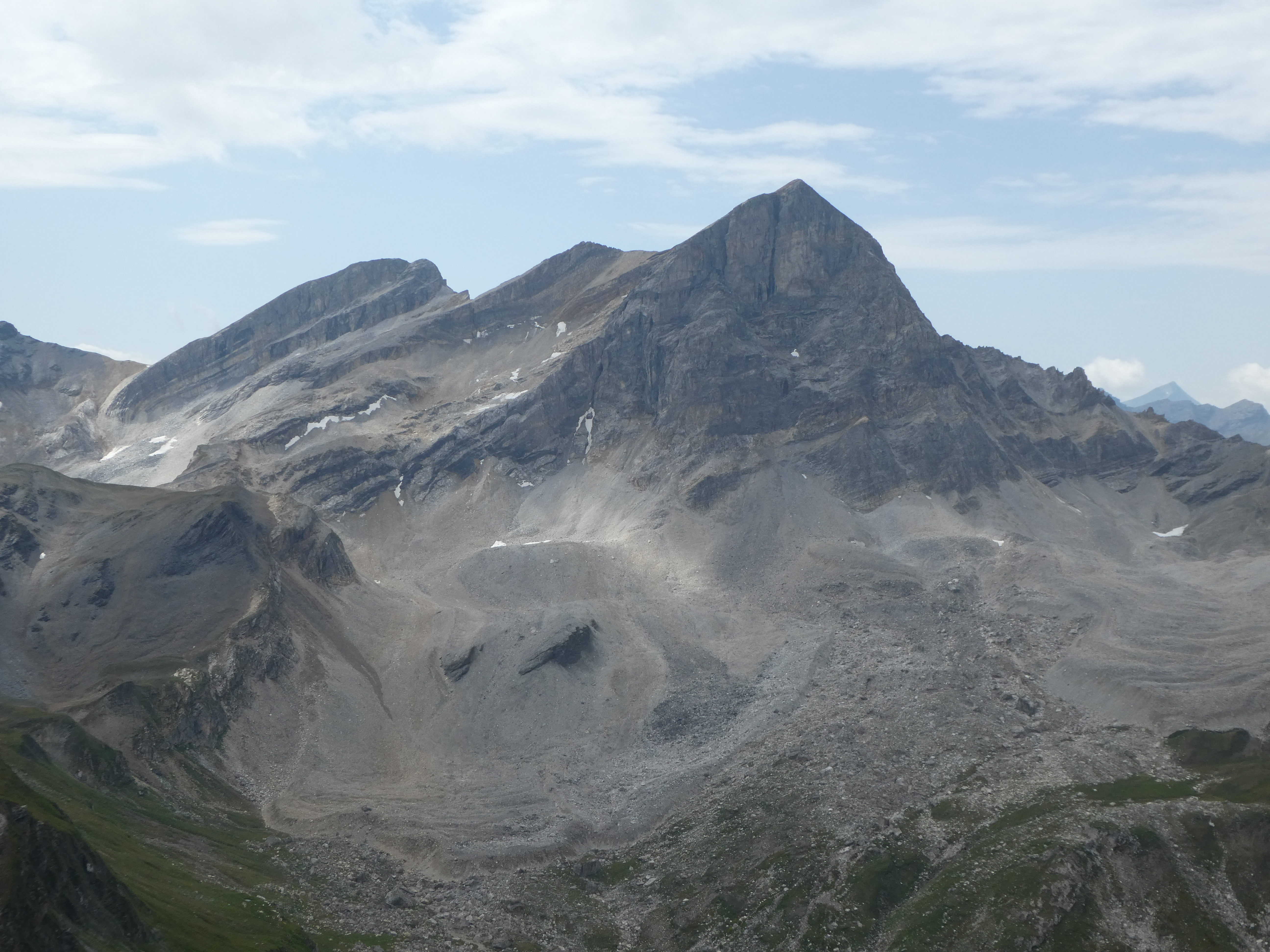

烏瑟維斯山（Usser Wissberg），是瑞士的山峰，位於該國東南部，由格勞賓登州負責管轄，屬於上哈爾布施泰因阿爾卑斯山脈的一部分，距離普拉塔峰2.8公里，海拔高度3,052米，每年平均降雨量1,693毫米。